# Дудамель, Рафаэль
Рафаэ́ль Э́дгар Дудаме́ль Очо́а (исп. Rafael Edgar Dudamel Ochoa; род. 7 января 1973, Сан-Фелипе) — венесуэльский футболист, игравший на позиции вратаря во множестве венесуэльских, колумбийских и других клубов, а также защищавший ворота национальной сборной Венесуэлы. Ныне футбольный тренер.

## Игровая карьера
Рафаэль Дудамель — воспитанник футбольного клуба «Универсидад де Лос-Андес», за который он выступал на высшем уровне с 1989 по 1994 год. В 1991 году он выиграл в его составе национальный чемпионат, в том же году он установил свой личный рекорд, в течение 799 минут сохраняя свои ворота в неприкосновенности.
Далее он успел поиграть за множество венесуэльских и колумбийских клубов, с последними он часто достигал последних стадий южноамериканских кубков. В составе «Депортиво Кали» Дудамель боролся в финале Кубка Либертадорес 1999 года с бразильским «Палмейрасом». В решающей серии пенальти Дудамель реализовал первый удар своей команды, но не смог спасти её в качестве вратаря от итоговой неудачи.

## Карьера в сборной
19 мая 1993 года Рафаэль Дудамель дебютировал за сборную Венесуэлы, в гостевом товарищеском матче против сборной Колумбии, закончившемся вничью 1:1. Рафаэль Дудамель защищал ворота национальный команды на четырёх Кубках Америки: 1993, 1995, 1997 и 2001 годов. В рамках отборочного турнира чемпионата мира 1998 года 9 октября 1996 года в домашнем поединке против сборной Аргентины Дудамель забил свой единственный мяч за Венесуэлу ударом со штрафного на 87-й минуте.

## Тренерская карьера
После завершения карьеры профессионального футболиста Рафаэль Дудамель начал свою тренерскую деятельность, возглавив тренерский штаб клуба «Эстудиантес де Мерида» в середине мая 2010 года. В мае 2012 года он был назначен главным тренером юношеской сборной Венесуэлы по футболу, которую он привёл к наивысшему успеху в её истории, ко второму месту на проходившем в Аргентине чемпионате Южной Америки среди юношеских команд в 2013 году. Этот успех позволил юношеской сборной Венесуэлы спустя полгода дебютировать и на чемпионате мира среди юношеских команд в ОАЭ, где подопечные Дудамеля всё же проиграли все свои 3 матча в группе (сборным Туниса, Японии и России).
1 апреля 2016 года Дудамель был назначен на пост главного тренера сборной Венесуэлы. 2 января 2020 года подал в отставку со своего поста.
4 января 2020 года назначен главным тренером бразильского клуба «Атлетико Минейро». Контракт подписан на два сезона. Однако венесуэльский специалист руководил командой только в 10 матчах, в которых «галос» по четыре раза выиграли и сыграли вничью, при двух поражениях. Уже в марте руководство клуба приняло решение уволить Дудамеля и назначить на пост главного тренера аргентинца Хорхе Сампаоли.

## Достижения

### В качестве игрока
«Универсидад де Лос-Андес»
- Чемпион Венесуэлы: 1990/91

«Санта-Фе»
- Финалист Кубка КОНМЕБОЛ: 1995

«Атлетико Сулия»
- Чемпион Венесуэлы: 1997/98

«Депортиво Кали»
- Чемпион Колумбии: 1998
- Финалист Кубка Мерконорте: 1998
- Финалист Кубка Либертадорес: 1999

«Мильонариос»
- Обладатель Кубка Мерконорте: 2001

«Мамелоди Сандаунз»
- Чемпион ЮАР: 2005/06